# Asplenium × virginicum
Asplenium × virginicum là một loài dương xỉ trong họ Aspleniaceae. Loài này được Maxon mô tả khoa học đầu tiên năm 1939.